# Diadegma auranticolor
Diadegma auranticolor là một loài tò vò trong họ Ichneumonidae.